# Sarothrias amabilis
Sarothrias amabilis is een keversoort uit de familie Jacobsoniidae. De wetenschappelijke naam van de soort is voor het eerst geldig gepubliceerd in 1995 door Slipinski & Löbl.